# Knechtenkist

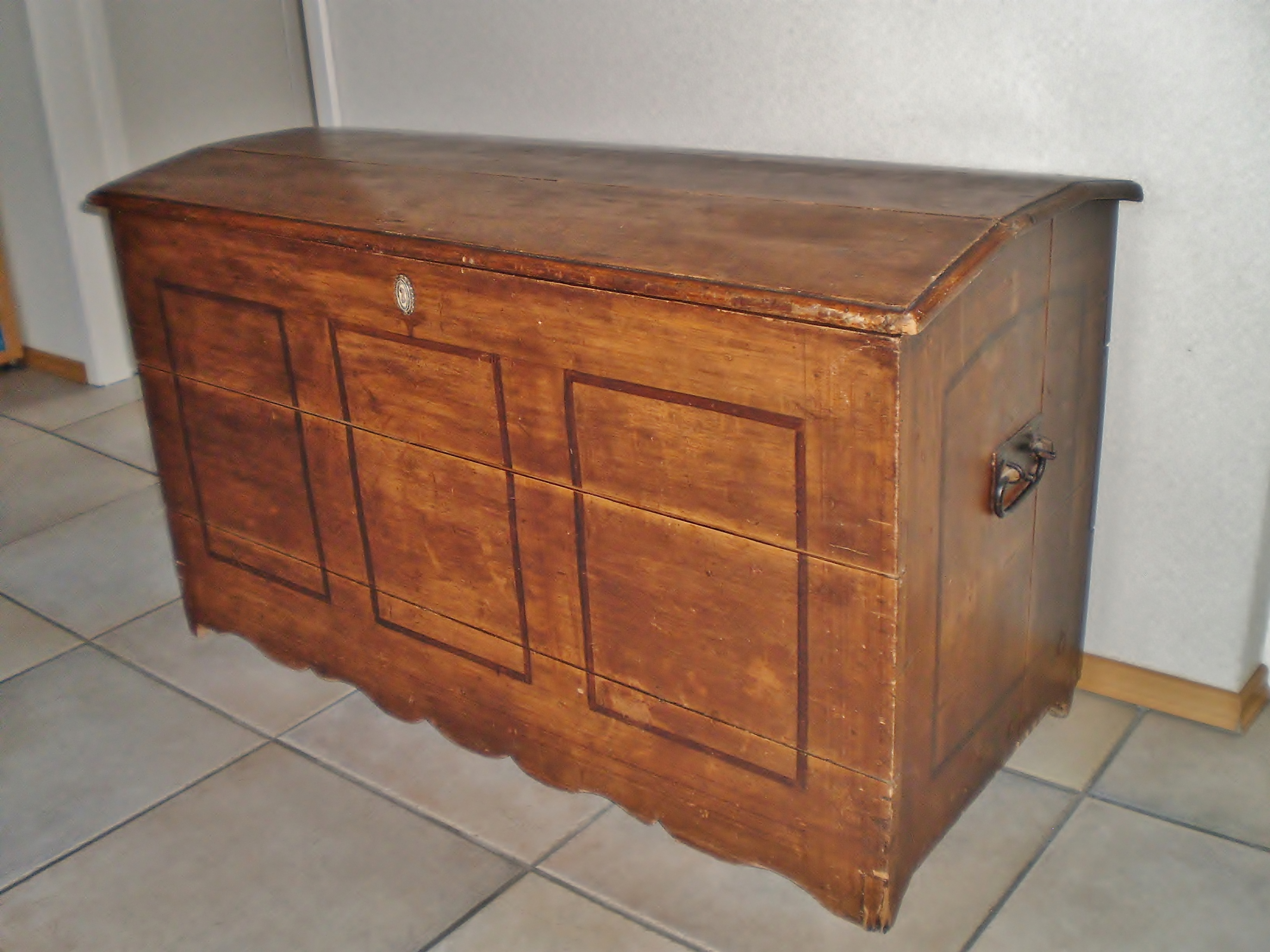
Knechtenkist met hengsel en slot

Een knechtenkist is een houten opbergkist voor losse knechten die zich een tijdlang verhuurden als arbeider. 
Knechtenkisten waren ongeveer een meter lang. De afmetingen waren afhankelijk van de maker, meestal een timmerman. Er bestaan kisten van 100 x 40 x 40 en 100 x 90 x 55 cm maar ook van andere afmetingen. In een grote kist pasten weliswaar meer spullen, maar was ook lastiger te vervoeren. Bij de grotere kisten werden daarom vaak grepen of hengsels aan de zijkanten geschroefd omdat de kist meer dan eens vervoerd moest worden.  

## Seizoenarbeider
Wie ging werken bij een boer deed dat voor weinig loon. Kost en inwoning waren meestal bij het contract inbegrepen. Een knecht werd van seizoen tot seizoen verhuurd, vaak alleen de zomer. Al zijn bezittingen zaten in deze kist. De meeste knechten hadden overigens maar weinig extra spullen. In de kist werd het lijfgoed bewaard. Bijvoorbeeld nette kleding, een extra broek of een zondags pak (wie dat had), het ‘goei overhemd’. 
Vaak zit er een apart vakje of laatje in een knechtenkist voor de losse spullen. Zo konden er scheerspullen in worden bewaard: scheermes, krabbertje, slijpsteentje of een scheerkwast. Ook was er soms een extra plank om de kleine en grote spullen te scheiden.

## Beveiliging
Knechtenkisten waren meestal afsluitbaar, meestal met een scharnierklep. Zo'n scharnierende klep kon ook aan de voor-onderkant zitten. Sommige kisten waren voorzien van een of meerdere sloten met sleutel. Ook komen knechtenkisten voor met een grote lade die te openen was door een 'geheime' schuif aan de binnenzijde van de kist omhoog te halen. Dit was ter bescherming van de bezittingen van de knecht.
De kisten waren meestal niet van het duurste hout gemaakt. Vaak kregen de kisten dan ook last van krimpscheuren. Toch bestaan er ook kisten met fraai houtsnijwerk of beschilderd.